# توسکای دریایی
توسکای دریایی (نام علمی: Alnus maritima) نام یک گونه از سرده توسکا است.